# Les Géants du cirque
Pour plus de détails, voir Fiche technique et Distribution.
Les Géants du cirque (Ring of Fear) est un film américain en CinemaScope réalisé par James Edward Grant, sorti en 1954.

## Synopsis
Dublin O'Malley, un ancien artiste de cirque aigri, revient sur les lieux de son ancien travail afin de se venger de son employeur et d'une femme. Les crimes et les accidents qu'il commet, déguisés en accident, inquiètent le personnel qui commence à croire que le cirque est hanté. Le directeur, Clyde Beatty, fait alors appel à l'écrivain de romans policiers Mickey Spillane pour résoudre l'énigme. Celui-ci ne tarde pas à découvrir le véritable auteur de ces méfaits.

## Fiche technique
- Titre français : Les Géants du cirque
- Titre original : Ring of Fear
- Réalisation : James Edward Grant
- Scénario : Paul Fix et Philip MacDonald
- Directeur de la photographie : Edwin B. DuPar
- Montage : Fred MacDowell
- Musique : Arthur Lange et Paul Dunlap (non crédité)
- Production : Robert Fellows
- Société de production : Wayne-Fellows Productions
- Société de distribution : Warner Bros.
- Pays de production :  États-Unis
- Langue originale : anglais américain
- Format : couleur (WarnerColor), CinemaScope — 35 mm — 2,55:1 — son : 4-Track stéréo
- Genre : suspense, thriller
- Durée : 93 min
- Dates de sortie :
  - États-Unis : 24 juillet 1954
  - France : 29 septembre 1954

## Distribution
- Clyde Beatty (VF : Claude Péran) : Clyde Beatty
- Mickey Spillane (VF : René Arrieu) : Mickey Spillane
- Pat O'Brien (VF : Robert Dalban) : Frank Wallace
- Sean McClory (VF : Raymond Loyer) : Dublin O'Malley
- Marian Carr (VF : Nelly Benedetti) : Valeri St Dennis
- John Bromfield (VF : Claude Bertrand) : Armand St Dennis
- Pedro Gonzalez Gonzalez (VF : Jacques Muller) : Pedro Gonzales
- Kenneth Tobey (VF : Jean-François Laley) : Shreveport
- Jack Stang (VF : Jean-Claude Michel) : Jack Stang
- Harry Hines (VF : Jean Berton) : le vieil employé du cirque hostile à Dublin
- Arthur Space (VF : Henri Crémieux) : un psychiatre
- Booth Colman (VF : Roland Ménard) : un psychiatre
- Forrest Taylor (VF : Albert Montigny) : un psychiatre
- Don C. Harvey (VF : Jean Clarieux) : la victime écrasée par le train
- Wendell Niles (VF : Maurice Pierrat) : la voix du speaker à la radio
- Henry Rowland (VF : Marcel Lestan) : le gérant du stand de restauration rapide
- Emmett Lynn (VF : Georges Hubert) : Twitchy (Touche-à-tout en VF)
- Queenie Leonard (VF : Lita Recio) : Tillie, l'habilleuse et diseuse de bonne aventure